# Zwierzno (gromada)
Zwierzno – dawna gromada, czyli najmniejsza jednostka podziału terytorialnego Polskiej Rzeczypospolitej Ludowej w latach 1954–1972.
Gromady, z gromadzkimi radami narodowymi (GRN) jako organami władzy najniższego stopnia na wsi, funkcjonowały od reformy reorganizującej administrację wiejską przeprowadzonej jesienią 1954 do momentu ich zniesienia z dniem 1 stycznia 1973, tym samym wypierając organizację gminną w latach 1954–1972.
Gromadę Zwierzno z siedzibą GRN w Zwierznie utworzono – jako jedną z 8759 gromad na obszarze Polski – w powiecie elbląskim w woj. gdańskim na mocy uchwały nr 15/III/54 WRN w Gdańsku z dnia 5 października 1954. W skład jednostki weszły obszary dotychczasowych gromad Zwierzno, Kępniewo, Stalewo, Złotnica i Zwierzeńskie Pole ze zniesionej gminy Zwierzno w powiecie elbląskim oraz część obszaru dotychczasowej gromady Brudzędy o powierzchni 369,49 ha, stanowiąca poregulacyjne grunty wsi Brudzędy Małe i Brudzędy Wielkie, ze zniesionej gminy Jasna w powiecie sztumskim w tymże województwie. Dla gromady ustalono 15 członków gromadzkiej rady narodowej.
1 stycznia 1972 gromadę zniesiono, a jej obszar włączono do gromady Markusy w tymże powiecie.